# Jovis Tholus
Jovis Tholus je kupovitá hora vzniklá vulkanickou aktivitou na povrchu Marsu, která se nachází na severní polokouli východně od štítové sopky Olympus Mons, severozápadně od sopky Ascraeus Mons, jižně od sopky Alba Patera a severně od sopky Pavonis Mons. Západně od hory Jovis Tholus se současně nachází zlomová oblast Ulysses Fossae a severně Olympica Fossae spolu s větším zlomovým útvarem Ceraunius Fossae.

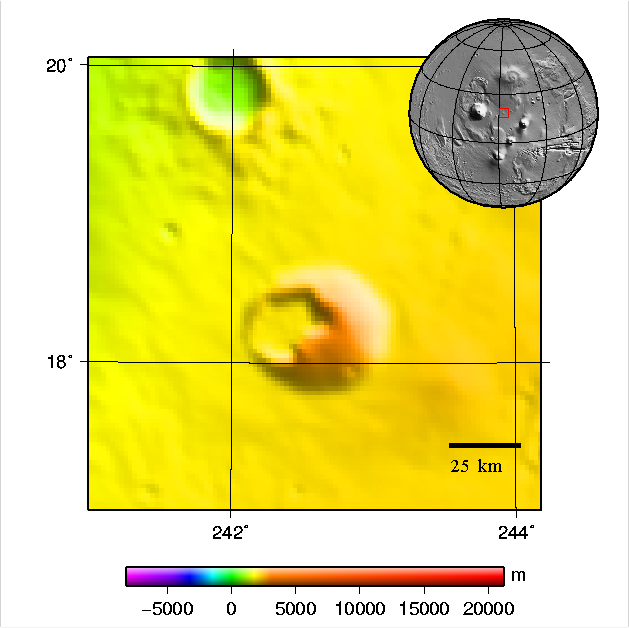
Topografická mapa Jovis Tholus

Hora byla objevená roku 1973. Velikost základny dosahuje 58 km či jiné zdroje uvádějí velikost základny 80 km × 60 km. Na vrcholu se nachází nepravidelný kráter tvořící několikastupňovou sopečnou kalderu (až 5 různých kalder), která zabírá až 40 km. Odhaduje se, že maximální výška sopky je okolo 2 km nad okolním povrchem. Nicméně samotný kužel sopky je částečně pohřben okolními lávovými proudy, takže je těžké určit původní výšku a velikost sopky. Stáří sopky se odhaduje na 2,3 až 3,5 miliardy let.
Okolí sopky je pokryto lávovými proudy překrývající starší tělesa, což ukazuje na mladší výlevnou aktivitu a současně i na lávu málo viskózního charakteru.